# Zlatoličje
Zlatoličje – wieś w Słowenii, w gminie Starše. W 2018 roku liczyła 736 mieszkańców.